# Лутава (заказник)
Лута́ва — ботанічний заказник місцевого значення в Україні. Розташований у межах Бобровицького району Чернігівської області, на південь від села Стара Басань. 
Площа 77 га. Статус присвоєно згідно з рішенням Чернігівської обласної ради від 27.12.2001 року. Перебуває у віданні ДП «Ніжинське лісове господарство» (Новоселицьке л-во, кв. 30). 
Статус присвоєно для збереження частини лісового масиву з високопродуктивними насадженнями сосни звичайної віком 50-80 років. В трав'яному покриві зростають костриця червона, костриця овеча, конвалія звичайна та зелені мохи.